# Alexander Simidchiev
 (février 2022).
Alexander Dimitrov Simidchiev est un médecin bulgare, professeur d'université, personnalité publique et homme politique. Membre de la 45e Assemblée nationale, de la 46e Assemblée nationale et de la 47e Assemblée nationale.

## Biographie
Il est né le 23 avril 1962 dans la ville de Sofia. Il est diplômé en médecine à Sofia en 1988 avec une médaille d'or. Il est spécialisé dans les maladies pulmonaires en Allemagne et en France. Participe aux groupes de travail d'analyse des bonnes pratiques européennes. 
Il est l'auteur du premier cours en ligne du pays sur la médecine numérique. Il est membre d'honneur du cluster pour la santé numérique en Bulgarie. 
Il a une position active sur le thème de la protection de l'environnement, en tant que président de l'association Air for Health et en tant que membre du groupe multi-experts informel sur le changement climatique. 
Il travaille à l'hôpital clinique central de l'institut médical du ministère de l'intérieur à Sofia, chef du département de diagnostic fonctionnel. 
Il est également le directeur médical du Centre d'apprentissage électronique et à distance de l' Université de médecine de Plovdiv. 
Il a de nombreuses années d'expérience en tant que médecin, enseignant et chercheur. 
Professeur - pneumologue à l' hôpital universitaire Lozenets (1er mai 2017 - 1er avril 2019) 
Chef-médecin de l'une des plus grandes sociétés pharmaceutiques à Toronto, Canada (juin 2015 - décembre 2016).
Il a vécu à Téhéran, Paris, Essen, Toronto et Londres. Marié avec deux enfants. Il parle anglais et français.

## Activité politique
Député de la coalition Bulgarie démocratique (quota civil de « Oui, la Bulgarie ! ») à la 45e Assemblée nationale, à la 46e Assemblée nationale et à la 47e Assemblée nationale. 
Président de la Commission de la santé de la 45e Assemblée nationale.